# Oberleitungsbus P’yŏngsŏng
Der Oberleitungsbus P’yŏngsŏng ist das Oberleitungsbusnetz in der nordkoreanischen Stadt P’yŏngsŏng.

## Geschichte
Das Netz wurde am 4. August 1983 in Betrieb genommen. Die zweite Linie, die bis in das Stadtgebiet Pjöngjangs reicht, wurde 1992 eingerichtet.
Nach 2005 wurden die Linien voneinander getrennt, zumindest auf der Linie zwischen dem Bahnhof P’yŏngsŏng und dem Westen der Stadt wird der Betrieb ganztäglich durchgeführt. Ob regelmäßiger Verkehr auf der zweiten Linie stattfindet, ist nicht bekannt. Zwischen 2012 und 2013 wurde zudem ein neues Depot errichtet, ein älteres Depot an anderer Stelle wurde dafür abgerissen.

## Fahrzeuge
Im Bestand befinden sich etwa 18 bis 20 Fahrzeuge. Es gibt drei unterschiedliche Typen; umgerüstete Omnibusse Ikarus 260 und Karosa B731/732 sowie Jipsan (Buswerke Ch’ŏngjin). Viele Fahrzeuge wurden vom Oberleitungsbus Pjöngjang übernommen.